# Seraph of the End
Seraph of the End (яп. 終わりのセラフ Овари но Сэрафу, букв. «Серафим конца времён») — постапокалиптическая манга, написанная Такаей Кагами и проиллюстрированная Ямато Ямамото. С сентября 2012 года она выпускается в ежемесячном журнале Jump Square японского издательства Shueisha по сегодняшний день. 4 апреля 2015 в Японии состоялась премьера аниме.

## Сюжет
После загадочной катастрофы, уничтожившей значительную часть населения Земли, остатки человечества оказываются под властью вампиров. Главные герои, сироты Юитиро и Микаэла, воспитываются в приюте Хякуя, где становятся пленниками вампиров и используются ими в качестве источников крови. Во время попытки побега большинство детей погибает; выжить удаётся только Юитиро, а Микаэлу обращают в вампира. Одержимый желанием отомстить, Юитиро присоединяется к Японской императорской демонической армии и становится обладателем проклятого оружия.

## Персонажи
- Юитиро Хякуя (яп. 百夜 優一郎 Хякуя Ю:итиро:) — член отряда «Лунные демоны», созданного Императорской армией для борьбы с вампирами. После того как родители оставили его, Юитиро попадает в приют, где обретает семью среди других сирот. Позже вампиры захватывают приют и увозят детей в подземный город, чтобы использовать их как скот. Юитиро предпринимает попытку побега вместе с Микаэлой, но выжить удаётся лишь ему. На свободе Юитиро встречает Гурэна Итиносэ, подполковника Императорской армии, и, охваченный жаждой мести, решает вступить в армию. Отличается храбростью и бесстрашием, но иногда действует опрометчиво. После трагических событий винит себя в гибели семьи и Микаэлы.

Сэйю: Мию Ирино
- Микаэла Хякуя (яп. 百夜 ミカエラ Хякуя Микаэра) — лучший друг Юитиро. Будучи ребёнком, был превращён в вампира и теперь вынужден оставаться среди них. Микаэла не пьёт человеческую кровь, поэтому ему приходится пить кровь вампиров, которую ему предоставляет королева вампирской Японии Крул Цепеш. В детстве был добрым и оптимистичным, находил счастье среди друзей из приюта. После превращения в вампира испытывает отвращение к своей новой сущности и к вампирам в целом. Живёт замкнуто, общаясь лишь с Крул и Феридом, и, в отличие от других вампиров, относится к людям не как к скоту, хотя и испытывает к ним антипатию. Единственной целью считает спасение Юитиро, к которому испытывает глубокую привязанность.

Сэйю: Кэнсё Оно
- Синоа Хиираги (яп. 柊 シノア Хиираги Синоа) — член отряда «Лунные демоны», одноклассница Юитиро, представительница семьи Хиираги. По поручению Гурэна Итиносэ наблюдает за Юитиро. Постепенно обнаруживает более глубокие чувства к Юитиро. Синоа любит подшучивать над окружающими. Её оружие — демон «Чёрной серии» Сикама Додзи (яп. 四鎌童子 Сикама До:дзи), принимающий форму косы.

Сэйю: Саори Хаями
- Ёити Саотомэ (яп. 早乙女 与一 Саотомэ Ёити) — член отряда «Лунные демоны», одноклассник Юитиро. С ранних лет Ёити стремится обрести силу, чтобы отомстить за свою сестру Томоэ (яп. 巴), погибшую от рук вампира. Проявляет природную устойчивость к демонам, благодаря чему становится кандидатом на получение проклятого оружия. Несмотря на неудачу на первом испытании, Ёити заключает контракт с демоном Геккоином (яп. 月光韻 Гэкко:ин), принимающем вид лука.

Сэйю: Нобухико Окамото
- Сихо Кимидзуки (яп. 君月 士方 Кимидзуки Сихо:) — член отряда «Лунные демоны», одноклассник Юитиро. Ради спасения своей младшей сестры Мирай (яп. 未来), поражённой неизвестным вирусом, вступает в отряд, надеясь получить возможность её вылечить. Сихо отличается целеустремлённостью и упорством в тренировках, стремится к успеху любой ценой. Его оружие — демон «Чёрной серии» Кисэки-о, принимающий вид пары коротких клинков.

Сэйю: Кайто Исикава
- Мицуба Сангу (яп. 三宮 三葉 Сангу: Мицуба) — член отряда «Лунные демоны». С тринадцати лет участвовала в операциях по истреблению вампиров. После гибели товарища по её прежнему отряду, стала уделять особое внимание командной работе. Её оружие — демон Тэндзирю (яп. 天字竜 Тэндзирю:), принимающий форму удлинённого топора. Мицуба испытывает чувства к Юитиро.

Сэйю: Юка Игути
- Гурэн Итиносэ (яп. 一瀬 グレン Итиносэ Гурэн) — подполковник Японской императорской демонической армии, наставник Юитиро. Гурэн хорошо осведомлён о внутренней жизни армии и о необычной природе Юитиро. Хотя внешне кажется равнодушным, готов защищать своих подопечных любой ценой. Его оружие — Махиру-Ноё (яп. 真昼ノ夜), демон «Чёрной серии», принимающий форму катаны.

Сэйю: Юити Накамура
- Крул Цепеш (яп. クルル・ツェペシ Куруру Цэпэси) — третий прародитель среди вампиров, королева Японии, одна из главных фигур вампирского мира. Именно она превратила Микаэлу Хякуя в вампира, а ранее обратила Махиру Хиираги ради поиска своего старшего брата Ашеры. Крул играет важную роль в управлении Сангвинемом, обладает холодным и решительным характером, не терпит пустых разговоров и способна на предательство ради собственных целей. Участвует в интригах против Императорской армии и вампирских дворян, стремясь вернуть брата и сохранить власть. Несмотря на высокое положение, иногда становится жертвой манипуляций других прародителей.

Сэйю: Аой Юки